# Копунське сільське поселення
Копу́нське сільське поселення (рос. Копунское сельское поселение) — сільське поселення у складі Шелопугінського району Забайкальського краю Росії.
Адміністративний центр — село Копунь.

## Населення
Населення сільського поселення становить 637 осіб (2019; 746 у 2010, 881 у 2002).

## Склад
До складу сільського поселення входять:
| Населений пункт | Населення, осіб (2002) | Населення, осіб (2010) |
| --------------- | ---------------------- | ---------------------- |
| Даякон, село    | 205                    | 199                    |
| Копунь, село    | 591                    | 492                    |
| Чонгуль, село   | 85                     | 55                     |